# المشيحيط (المحفد)

تعديل مصدري - تعديل

المشيحيط هي إحدى قرى عزلة المحفد بمديرية المحفد التابعة لمحافظة أبين، بلغ تعداد سكانها 82 نسمة حسب تعداد اليمن لعام 2004.